# Ho-Ho-Kus
Ho-Ho-Kus és una població dels Estats Units a l'estat de Nova Jersey. Segons el cens del 2008 tenia 4.002 habitants.

## Demografia
Segons el cens del 2000, Ho-Ho-Kus tenia 4.060 habitants, 1.433 habitatges, i 1.199 famílies. La densitat de població era de 900,9 habitants/km².
Dels 1.433 habitatges en un 38,7% hi vivien nens de menys de 18 anys, en un 76,6% hi vivien parelles casades, en un 6,1% dones solteres, i en un 16,3% no eren unitats familiars. En el 14,6% dels habitatges hi vivien persones soles el 7,1% de les quals corresponia a persones de 65 anys o més que vivien soles. El nombre mitjà de persones vivint en cada habitatge era de 2,82 i el nombre mitjà de persones que vivien en cada família era de 3,11.
Per edats la població es repartia de la següent manera: un 27,5% tenia menys de 18 anys, un 3,3% entre 18 i 24, un 26,6% entre 25 i 44, un 27,3% de 45 a 60 i un 15,2% 65 anys o més.
L'edat mediana era de 41 anys. Per cada 100 dones de 18 o més anys hi havia 88,2 homes.
La renda mediana per habitatge era de 129.900 $ i la renda mediana per família de 144.588 $. Els homes tenien una renda mediana de 92.573 $ mentre que les dones 54.091 $. La renda per capita de la població era de 63.594 $. Aproximadament el 2,6% de les famílies i el 2,1% de la població estaven per davall del llindar de pobresa.

## Poblacions més properes
El següent diagrama mostra les poblacions més properes.